# 殷涧镇
殷涧镇，是中华人民共和国安徽省滁州市凤阳县下辖的一个乡镇级行政单位。

## 行政区划
殷涧镇下辖以下地区：
殷北村、凤殷村、青山村、古塘村、凤阳山村、洪山村、白云村、沙涧村、河南村、宋集村、卸店村、凤阳县大银山林场和凤阳县白云山林场。